# سنجاب پرنده چینی شمالی
سنجاب پرنده چینی شمالی (نام علمی: Aeretes melanopterus) نام یک گونه از تبار سنجاب پرنده است.